# Акционеры ЮКОСа против России
Акционеры ЮКОСа против России — несколько международных судебных и арбитражных дел о компенсации от правительства России бывшим акционерам ЮКОСа, основанных на утверждении, что российские суды не действовали добросовестно в возбуждении уголовного дела против уклонения от уплаты налогов в отношении ЮКОСа, что привело к банкротству компании.
Бывшие акционеры и руководство нефтяной компании ЮКОС подали ряд исков в суды и в арбитражные суды в разных странах, требуя компенсации за их экспроприацию. Самая крупная сумма, более 100 миллиардов долларов, была заявлена в Международный арбитражный суд в Гааге в 2007 году в результате чего арбитры присудили мажоритарным акционерам ЮКОСа более 50 миллиардов долларов США в качестве компенсации. Это решение было обжаловано Россией и отменено Гаагским окружным судом.
Наблюдатели отмечают неправильные сроки принятия окончательных решений по иску большинства акционеров к России в условиях украинского кризиса. Россия намерена оспаривать эти решения международных судов.
Американские и российские инвесторы, представляющие около 15% и 5% акций ЮКОСа соответственно, недополучили прибыль от инвестиционного договора. Единственное средство защиты американских инвесторов при получении компенсации в размере около 12 миллиардов долларов США — это обратиться к Государственному департаменту США и в Торговое представительство США с просьбой поддержать иск к своим российским коллегам, как это определено Законом Магнитского от 2012 года. Должностные лица Госдепартамента, как сообщается, в прошлом выражали обеспокоенность инвесторов ЮКОСа на уровне заместителя премьер-министра.

## Судебные разбирательства руководства ЮКОСа

### Иск в Хьюстонском суде
В 2005 году ЮКОС безуспешно просил американский суд в Хьюстоне направить свой многомиллиардный налоговый спор с российскими властями на международный арбитражный форум. Передав дело в американский суд, ЮКОС попытался привлечь внимание международного сообщества к своим трудностям и усилить давление на российские власти.

### Иск в Европейский суд по правам человека (ЕСПЧ)

#### Заявка и приём
23 апреля 2004 года, вскоре после введения налоговой оценки на 2000 год, бывшее руководство ЮКОСа (ОАО «Нефтяная компания ЮКОС») подало заявление в Европейский суд по правам человека .

В запросе ЮКОСа к ЕСПЧ утверждается, что права компании, защищённые Европейской конвенцией о правах человека, были нарушены в российских судах, что привело к её банкротству и ликвидации; также утверждалось, что в отношении ЮКОСа было применено дискриминационное обращение. Представители ЮКОСа жаловались на то, что их права были нарушены в соответствии с несколькими статьями Конвенции, в частности: 
 "В соответствии со статьей 6 (право на справедливое судебное разбирательство) Конвенции компания-заявитель жалуется на различные недостатки в разбирательстве, касающиеся её налоговых обязательств за 2000 год. Согласно статье 1 Протокола № 1 (защита собственности), взятой отдельно и в сочетании со статьями 1 (обязательство уважать права человека), 13 (право на эффективное средство правовой защиты), 14 (запрет дискриминации) и 18 (ограничение использование ограничения прав) Конвенции, она жалуется на законность и соразмерность налоговых оценок 2000—2003 годов и их последующее применение, включая принудительную продажу ОАО «Юганскнефтегаз». Наконец, компания-заявитель жалуется, в соответствии со статьей 7 (нет наказания без правосудия) Конвенции, на отсутствие надлежащей правовой базы, выборочное и произвольное судебное преследование и наложение двойных штрафов в разбирательствах по налоговой оценке за 2000—2003 годы. " 
 После оценки приемлемости, которая заняла пять лет, суд объявил жалобу ЮКОСа приемлемой 29 января 2009 года. По статистике, суд объявляет приемлемыми менее 5 % от всех поданных заявлений.

#### Производство
Слушание по существу дела «ЮКОС против России» в Европейском суде по правам человека состоялось 4 марта 2010 года. Нефтяную компанию ЮКОС представлял Пирс Гарднер, адвокат «Монктон Чемберс». Российскую сторону представляла команда юристов, в которую вошли Георгий Матюшкин, представитель Российской Федерации в Европейском суде по правам человека и британский адвокат Майкл Свейнстон. Претензия в ЕСПЧ составила 98 миллиардов долларов США, аналогичную сумму заявили мажоритарные акционеры в Международном арбитражном суде в Гааге, позже сократив сумму. Это была самая крупная претензия в истории суда. Сумма основывалась на гипотетической оценке стоимости ЮКОСа, если бы его активы не были разобраны, а компания не была ликвидирована в 2007 году. Решение было объявлено 20 сентября 2011 года.
Суд объявил, что российское государство нарушило права ЮКОСа, признав, что имело место нарушение права ЮКОСа на справедливость в судебном разбирательстве в связи с переоценкой налогов на 2000 год. Суд также установил, что имело место нарушение права на защиту собственности посредством исполнительного производства, проведённого в отношении налоговых начислений с 2000 по 2003 год. Толкование налоговых обязательств, которые применялись к ЮКОСу, было предсказуемым, но суд все же отметил, что суть дела заключалась в быстром и негибком исполнении этих обязательств. ЮКОС был фактически парализован, потому что все его активы были заморожены с первой оценки. Суд постановил, что эти два фактора, в частности, способствовали гибели ЮКОСа и нарушили статью 1 Протокола № 1:
'' 1. Выбор судебным приставом основной дочерней компании ЮКОСа в качестве первой цели для аукциона без учёта последствий для будущего компании: это нанесло ЮКОСу «смертельный удар»;
2. Российские власти были непоколебимы и негибки в ответ на запросы об отсрочке выплат, и судебные приставы наложили дополнительные штрафы в размере 1,15 млрд евро, которые должны были быть уплачены до уплаты налогов, но выплата которых была запрещена в соответствии с постановлениями о замораживании «. Суд, однако, отметил, что сами налоговые оценки не считались несоразмерными. Было решено, что нет достаточных доказательств того, что к ЮКОСу относились иначе, чем к другим компаниям, и поэтому нарушения статьи 14 обнаружено не было. Суд опроверг утверждение о том, что Россия неправомерно использовала юридические процедуры для демонтажа ЮКОСа, несмотря на то, что судебная коллегия из девяти судей признала, что Россия нарушила три статьи Европейской конвенции о правах человека. Обе стороны трактовали решение суда как свою победу.
Денежная сумма не была присуждена после того, как Европейский суд по правам человека (ЕСПЧ) установил, что вопрос о возмещении ущерба „не готов к принятию решения“. Впоследствии обе стороны получили три месяца для достижения урегулирования. Решение ЕСПЧ вступило в силу 8 марта 2012 года, когда Большая палата ЕСПЧ не приняла просьбу нефтяной компании ЮКОС о передаче её жалобы в суд в Большую палату.
ЕСПЧ обратился с иском о „справедливой компенсации“ или компенсации, от ЮКОСа, на сумму чуть менее 38 миллиардов евро. Эти убытки были затребованы от имени всех акционеров ЮКОСа. Было зафиксировано около 55 000 поимённых акционеров ЮКОСа, некоторые из которых являются фондами, представляющими ряд акционеров. 31 июля 2014 года ЕСПЧ присудил акционерам и их наследникам 1,87 миллиарда евро (2,6 миллиарда долларов), посчитав, что Россия не смогла установить „справедливый баланс“ в отношении нефтяной компании ЮКОС. ЕСПЧ также постановил, что Россия должна заплатить 300 000 евро судебных расходов и издержек, а также все сборы. Награда не достигла 37,98 млрд евро убытков, о которых просил ЮКОС. Также было значительно меньше, чем 50 миллиардов долларов убытков, которые его бывшие мажоритарные владельцы присудили трибуналу в Постоянном арбитражном суде ранее на той же неделе. Однако это была самая крупная компенсация, присуждаемая судом. Это было в 21 раз больше, чем любая предыдущая награда этого суда.

#### Апелляция
Россия обжаловала решение ЕСПЧ. Однако в декабре 2014 года суд отклонил апелляцию и постановил, что у России есть шесть месяцев на то, чтобы совместно с Советом Европы, главным форумом по правам человека и демократии на континенте, разработать план „распределения награды справедливой компенсации“. В ответ министр юстиции России Александр Коновалов прокомментировал: „Судьи приняли решение. Мы вынуждены принять это. Мы считаем, что это неразумно, но мы ничего не можем сделать“. В то же время он сказал, что Россия не обязана выполнять решения ЕСПЧ, добавив, что исполнение решений является „доброй волей“ со стороны страны-члена Совета Европы.

#### Правоприменение
15 июня 2015 года Россия пропустила крайний срок, чтобы представить Совету Европы компенсационный план по распределению справедливой компенсации, присуждаемой акционерам ЮКОСа после того, как Комитет министров Совета Европы выпустил окончательное напоминание несколькими днями ранее. В тот же день более 90 депутатов Государственной Думы Российской Федерации направили запрос в Конституционный суд страны с просьбой разъяснить, как в России должны применяться исполнительные листы ЕСПЧ. 14 июля 2015 года суд постановил, что решения ЕСПЧ „не отменяют преимущественную силу конституции в российской правовой системе“ и что Россия „может отступить от своих обязательств“, если это единственный способ избежать нарушения её конституции; Однако судьи также заявили, что они ещё не рассмотрели решение ЕСПЧ по ЮКОСу, поскольку дело не было передано в Конституционный суд.
В 2017 году Конституционный суд России отменил требование Европейского суда по правам человека к российскому правительству выплатить 1,9 млрд евро акционерам ЮКОСа. В ответ Совет Европы осудил отказ России выполнять постановление Суда, утверждая, что несоблюдение этой страной „имеет далеко идущие последствия для защиты прав человека в России и в других странах Европы“.

## Арбитражное разбирательство Yukos Capital
Yukos Capital Sarl, базирующаяся в Люксембурге компания, имеющая два зарегистрированных в Нидерландах защитных фонда — Stichting Administratiekantoor Yukos International и FPH для Stichting Administratiekantoor FPH — которые управляются бывшим руководством ЮКОСа, представляют интересы всех владельцев акций ЮКОСа, на момент ликвидации компании в 2007 году, в том числе около 55 000 миноритарных акционеров, некоторые из которых были инвестиционными фондами. По состоянию на 2015 год структуры контролируют активы на сумму до 2 млрд долларов, на которые претендует Роснефть .
В 2006 году Yukos Capital получил четыре арбитражных решения ICC против Роснефти от российского суда в Москве на общую сумму 245 миллионов долларов США; более конкретно, вознаграждения были взысканы с компании-предшественника „Роснефти", Юганскнефтегаза, и представляли собой средства, причитающиеся Yukos Capital по четырём кредитным соглашениям. Позднее это решение было отменено Высшим арбитражным судом России в 2007 году но оно дало Yukos Capital шанс подать иск в голландский суд, который также обязал Роснефть выплатить вознаграждение.
В решении от 28 апреля 2009 года Апелляционный суд в Амстердаме объявил решения подлежащими исполнению. Впоследствии Верховный суд Нидерландов в 2010 году вынес окончательное решение, предписывающее Роснефти выплатить 389,3 млн долларов США по искам. В результате решения голландского суда в 2010 году „Роснефть“ выплатила ЮКОСу стоимость вознаграждений. Однако она не выплатила 160 млн долларов США после выплаты вознаграждения, начисленных с 2006 года. Когда „Роснефть“ отказалась сделать запрошенные платежи, Yukos Capital обратился в суды Великобритании, Ирландии и штата Нью-Йорк с просьбой обязать его. В том же году британский суд заморозил 425 миллионов фунтов стерлингов (640 миллионов долларов), хранящихся на банковских счетах „Роснефти“ в Великобритании для обеспечения исполнения иска. Это был первый случай, когда Роснефть оказала существенное влияние на приобретение активов ЮКОСа.
В июне 2011 года Коммерческий суд Англии решил оба вопроса в пользу ЮКОСа, и Роснефть подала апелляцию в Апелляционный суд Англии и Уэльса . В 2012 году Апелляционный суд отклонил аргумент Yukos Capital о том, что голландский подход к российским судебным решениям обязывает английские суды в любом отношении, оставляя „ Роснефть“ право защищать на основании российских решений об аннулировании. В отдельной части английского решения суд постановил, что английский закон о государственной доктрине не влияет на определённые аргументы, которые Yukos Capital пытается выдвинуть в отношении российских решений об аннулировании. Yukos Capital требовал выплаты процентов по арбитражным решениям, которые были аннулированы российскими судами, но решение Амстердамского апелляционного суда, тем не менее, был исполнено.
В 2013 году ЮКОС Капитал обратился в Окружной суд США по Южному округу Нью-Йорка с просьбой подтвердить арбитражное решение в размере 421 млн долларов США против Роснефти. В 2014 году нью-йоркский суд обязал Самаранефтегаз, бывшую дочернюю компанию ЮКОСа, в настоящее время принадлежащую Роснефти, передать активы в США, чтобы удовлетворить судебное решение о выплате Yukos Capital 186 млн долларов, и запретил передавать активы акционерам либо аффилированным лицам. Самаранефтегаз отказывается возмещать убытки с 2007 года. В апелляционном суде Парижа в январе 2013 года дочерняя компания ОАО „НК“ Роснефть» ОАО"Томскнефть" успешно оспорила исполнение во Франции международного арбитражного решения, полученного Yukos Capital в 2007 году в Нью-Йорке.
В апреле 2015 года Yukos Capital и Роснефть урегулировали все оставшиеся споры в Нидерландах, Англии, России, США и других юрисдикциях; В расчёт не были включены денежные или иные платежи со стороны Роснефти или её дочерних компаний. Между тем сумма денег, согласно сообщениям, обеспеченная в соглашении, превысила 400 миллионов британских фунтов (593 миллиона долларов). Согласно соглашению, стороны также обязаны не предъявлять никаких будущих претензий, связанных с банкротством и ликвидацией ЮКОСа. Эти требования, которые Yukos Capital уже выиграл в суде, не были затронуты соглашением.

## Арбитражное разбирательство акционеров

### Арбитражное разбирательство мажоритарных акционеров
В 2005 году GML Ltd. (ранее Group Menatep), бывший владелец 60 % акций ЮКОСа, подала иск в соответствии с Договором к Энергетической хартии в Постоянный арбитражный суде в Гааге.
Постоянный арбитражный суд рассмотрел следующие дела:
- Hulley Enterprises Limited (Кипр) против Российской Федерации
- Yukos Universal Limited (Остров Мэн) против Российской Федерации
- Veteran Petroleum Limited (Кипр) против Российской Федерации

Договор к Энергетической хартии направлен на содействие международным инвестициям и сотрудничеству в энергетической отрасли, а также на стимулирование прямых иностранных инвестиций и глобальной торговли, в частности путём заверения потенциальных международных инвесторов в том, что их инвестиции будут восприниматься справедливо. GML опирался на два основных положения для данного случая -
- Договор не запрещает правительствам конфисковывать или национализировать коммерческие активы. Однако это требует, чтобы инвесторы получали справедливую компенсацию, если их активы незаконно арестованы.
- Инвесторы могут обратиться в арбитраж по таким искам против подписавших их правительств, и постановления имеют обязательную юридическую силу и подлежат исполнению для обеих сторон (при условии любой апелляции).

Хотя Россия в конечном итоге не ратифицировала полный договор, эти положения все же были согласованы как имеющие обязательную юридическую силу в течение ряда лет, как часть рамочного соглашения. Европейские инвестиции в российские энергетические проекты, имевшие место до того, как Россия согласилась выйти из договора, все ещё подпадают под действие договора о защите инвестиций. Как следствие, трибунал из трёх человек во главе с канадским адвокатом Ивом Фортье постановил в 2009 году, что он рассмотрит дело и что Veteran Petroleum Trustt, корпоративный пенсионный фонд, охватывающий 30 000 бывших сотрудников ЮКОСа а также две компании, владеющие акциями ЮКОСа — все представлены GML, — могли бы запросить платежи у российского правительства.
Ранее основной акционер ЮКОСа, GML, подала в суд на Россию более чем на 100 миллиардов долларов; на момент демонтажа ЮКОСа доля основных акционеров составляла приблизительно 25 миллиардов долларов США, но стороны иска попросили сумму, кратную этой сумме, чтобы отразить предполагаемую капитализацию и проценты ЮКОСа после экспроприации. Это сделало дело крупнейшим в мире арбитражным делом. Россия сыграла полноценную роль в арбитраже, назначив своим представителем юридического тяжеловеса — фирму Клири Готлиб Стин и Гамильтон .
28 июля 2014 года Постоянный арбитражный суд вынес решение трёх арбитров, участвующих в деле, помимо Фортье, судьи Стивена Швебеля из Соединённых Штатов (назначенного Россией) и Чарльза Понсе из Швейцарии (назначенных истцы) — в 600-страничном постановлении. Они приняли решение в пользу мажоритарных акционеров, присудив им 50 миллиардов долларов,  что составило около половины суммы иска, но в 20 раз превысило предыдущий рекорд арбитражного решения. Российской Федерации было также предписано возместить заинтересованным сторонам ЮКОСа 75 % их судебных издержек, 60 миллионов долларов США.
Суд единогласно установил, что произошла экспроприация, когда Россия экспроприировала нефтяную компанию ЮКОС в результате серии политически мотивированных атак в нарушение статьи 13 (1) Договора к Энергетической хартии . В частности, комиссия заявила, что Россия «руководствовалась не мотивами сбора налогов» на аукционах по основной деятельности, а «желанием государства приобрести самый ценный актив ЮКОСа». Однако арбитры состыковали 25 процентов от стоимости, которую они приписали арестованным активам.
Основными бенефициарами чуть более 40 миллиардов долларов являются Леонид Невзлин, владелец чуть более 70 процентов GML, а также четыре других экс-владельца ЮКОСа — Платон Лебедев, Михаил Брудно, Владимир Дубов и Василий Шахновский, у каждого из которых чуть менее 7,5 процента. В этот перечень не входит Ходорковский, который передал свой мажоритарный пакет акций ЮКОСа Невзлину во время судебного разбирательства в 2005 году, в попытке отразить нападение на компанию и отказался от любых дальнейших претензий на него. Другими ключевыми бенефициарами являются «Ветеран Петролеум», пенсионный фонд для примерно 30 000 бывших сотрудников ЮКОСа, созданный в 2001 году который должен получить ещё 8,2 миллиарда долларов от России.
Согласно решению, Россия должна была до января 2015 года выплатить или получить проценты за то, что она должна. Возможность отменить решение суда в Нидерландах ограничена техническими вопросами. Если Россия отказывается платить, заявители могут — в отличие от предыдущих судебных разбирательств, связанных с ЮКОСом, — преследовать российские суверенные коммерческие активы путём выигрыша по распоряжению суда в 150 странах, которые являются участниками Нью-Йоркской конвенции 1958 года о принудительном исполнении арбитражных решений ; Россия подписала эту конвенцию.
Россия обратилась в суд с ходатайством об отмене арбитражного решения по техническим причинам и пропустила крайний срок для выплаты полной суммы в январе 2015 года. Ожидалось, что её заявление об отмене арбитражного решения будет рассмотрено в ноябре 2015 года.
Когда Россия отказалась возместить убытки, акционеры вместо этого были вынуждены затребовать компенсации в других государствах-участниках Нью-Йоркской конвенции и потребовать постановления суда о замораживании и в конечном итоге аресте российских государственных активов в качестве компенсации:
- В комментарии к постановлению Федеральное министерство иностранных дел Германии заявило 28 июля 2014 года, что «это постановление действительно, и федеральное правительство будет его соблюдать». Летом 2015 года GML представила арбитражное решение для признания в немецкие суды.

- Во Франции сотрудники правоохранительных органов изъяли российские государственные счета примерно в 40 банках, а также в восьми или девяти зданиях. Некоторые из этих активов впоследствии были заморожены, поскольку суды определили, что они защищены государственным иммунитетом. Однако в ноябре 2016 года Парижский трибунал де Гранд решил не выпускать 12 недипломатических российских активов и тем самым отклонил требование России о том, что исполнительное производство должно быть затронуто решением окружного суда Гааги об отмене решения.

- 17 июня 2015 года бельгийские судебные приставы уведомили 47 бельгийских и российских компаний и неправительственных организаций, зарегистрированных в брюссельском регионе что правительство замораживает любые российские государственные активы, находящиеся в их владении — в основном банковские счета и недвижимость — а также любые долги, которые они могут задолжать российскому правительству, по сообщениям, на сумму около 1,65 млрд евро (1,9 млрд долларов). В ответ МИД России вызвал посла Бельгии в Москве Алекса Ван Меувена по поводу замораживания активов и предупредил, что Россия рассмотрит возможность принятия аналогичных мер против бельгийских счетов и имущества в стране. К 2016 году GML обвинила бельгийское правительство в том, что оно поддалось на «запугивание» со стороны России после того, как оно попыталось заблокировать действия судов по захвату недипломатических российских государственных активов.

- Летом 2015 года GML подала иск в округе Колумбия для принудительного исполнения арбитражного решения. Впоследствии Соединённые Штаты дали России до 21 августа, через 60 дней после её написания, ответа или возражения.

Российский министр иностранных дел Сергей Лавров в комментариях по телевидению заявил, что российские предприятия, пострадавшие от этих шагов, готовятся обратиться в суд с целью принудительного замораживания активов «иностранных компаний с государственным участием» в России.
20 апреля 2016 года районный суд Гааги отменил решения PCA, постановив, что он не обладает юрисдикцией, поскольку временное применение арбитражной оговорки ECT нарушило российское законодательство. Решение окружного суда было отменено в феврале 2020 года Гаагским апелляционным судом, который вновь подтвердил исполнение арбитражного решения против российского правительства. Минюст России заявил, что планирует обжалование.

### Арбитражное разбирательство миноритарных акционеров
Два арбитражных суда в Стокгольме в 2010 и 2012 годах приняли решение в пользу инвесторов ЮКОСа из Великобритании и Испании, которые требовали компенсацию в соответствии с двусторонними договорами о защите инвестиций . Однако это решение было отменено шведским апелляционным судом в 2016 году.

#### RosInvestCo UK Ltd.
В начале 2006 года RosInvestCo UK Ltd., бывший миноритарный акционер нефтяной компании ЮКОС и аффилиат с Elliott Associates, подал иск против России на основе двустороннего инвестиционного договора между Великобританией и Российской Федерацией. РосИнвест приобрёл свои акции в то время, когда их стоимость уже значительно снизилась из-за действий России против ЮКОСа, включая продажу с аукциона обыкновенных акций ЮКОСа на основных производственных мощностях. В мае 2006 года в Арбитражном институте Торговой палаты Стокгольма был созван трибунал, в состав которого вошли Карл-Хайнц Бёкштигель, сэр Франклин Берман, и лорд Стейн. В 2010 году трибунал постановил, что меры российского государства представляют собой незаконную экспроприацию, поскольку их действие было направлено на «уничтожение ЮКОСа и установление контроля над его активами», что ознаменовало первый случай, когда международный суд или трибунал вынес решение по существу экспроприации по иску к России поданному бывшими инвесторами ЮКОСа. Суд вынес решение в отношении акционеров ЮКОСа и взыскания с России убытков в размере 3,5 млн долларов.

#### Quasar de Valores SICAV SA
В марте 2007 года испанские миноритарные инвесторы нефтяной компании ЮКОС подали арбитражный иск Quasar de Valores SICAV SA, et al. против Российской Федерации в соответствии с инвестиционным договором между Испанией и Россией. Трибунал под эгидой Арбитражного института Стокгольмской торговой палаты состоявший из Яна Полссона (председателя) из Freshfields Bruckhaus Deringer ; Тоби Ландау, из Эссекс Корт Чемберс; и судьи Чарльз Н. Брауэр из Трибунала по рассмотрению претензий между Ираном и США .
В 2012 году истцы выиграли арбитражный иск против России. Выдав единогласное решение, трибунал постановил, что Россия использовала «незаконные» налоговые счета для банкротства и национализации ЮКОСа. Трибунал присудил испанским акционерам 2 миллиона долларов плюс проценты с ноября 2007 года, когда компания была ликвидирована. Стоимость ЮКОСа на то время была оценена в 62,1 млрд долларов, что составило бы 83 млрд долларов с добавлением процентов.

#### Апелляция России
Россия добивалась принятия декларативного решения с требованием объявить, что трибуналу Торговой палаты Стокгольма не была предоставлена юрисдикция. Оспаривание было передано в Верховный суд Швеции, который в 2012 году решил, что он может быть продолжен. В 2014 году Стокгольмский окружной суд в конечном итоге отклонил иск России, а также пришёл к выводу, что, несмотря на возражения России, испанским фондам следует присудить возмещение издержек.
28 января 2016 года шведский апелляционный суд оставил в силе российскую апелляцию, постановив, что действительно Арбитражный институт Стокгольмской торговой палаты не обладает юрисдикцией для рассмотрения дела.